# The Art of War (Sabaton)
The Art of War è il quinto album della band power metal Sabaton, pubblicato nel 2008.

## Track listing
1. Sun Tzu Says – 0:24
2. Ghost Division – 3:51
3. The Art of War – 5:09
4. 40:1 – 4:11
5. Unbreakable – 5:58
6. The Nature of Warfare – 1:19
7. Cliffs of Gallipoli – 5:52
8. Talvisota – 3:32
9. Panzerkampf – 5:16
10. Union (Slopes of St. Benedict) – 4:05
11. The Price of a Mile – 5:56
12. Firestorm – 3:26
13. A Secret – 0:38

Tracce bonus della Re-Armed Edition
1. Swedish Pagans – 4:13
2. Glorious Land – 3:19
3. The Art of War – 4:48
4. Swedish National Anthem (Live at Sweden Rock Festival) – 2:34

## Temi
- Ghost Division parla della 7ª Panzer-Division, guidata da Rommel durante la campagna di Francia nella seconda guerra mondiale.[1]
- La title track The Art of War, Unbreakable e The Nature of Warfare parlano di alcuni punti del trattato "L'arte della guerra" del generale cinese Sun Tzu.
- 40:1 parla della battaglia di Wizna.
- Cliffs of Gallipoli racconta la battaglia di Gallipoli durante la prima guerra mondiale.
- Talvisota è incentrata sulla guerra d'inverno.
- Panzerkampf racconta della battaglia di Kursk dal punto di vista dell'Unione Sovietica.
- Union (Slopes of St. Benedict) parla della battaglia di Montecassino durante la seconda guerra mondiale.
- The Price of a Mile racconta della battaglia di Passchendaele.
- Firestorm parla dei bombardamenti a tappeto durante la seconda guerra mondiale.

## Formati
L'album è stato pubblicato in formato CD, su vinile ed in edizione limitata; quest'ultima, oltre al CD, conteneva il libro "L'arte della guerra" di Sun Tzu.

## Formazione
- Joakim Brodén - voce
- Rickard Sundén - chitarra
- Oskar Montelius - chitarra
- Pär Sundström - basso
- Daniel Mÿhr - tastiere
- Daniel Mullback - batteria